# Пьотър Пажински
Пьотър Пажѝнски (на полски: Piotr Paziński) е полски журналист, литературен критик, преводач и писател на произведения в жанра драма и документалистика.

## Биография и творчество
Пьотър Пажински е роден на 9 юли 1973 г. във Варшава, Полша. Завършва гимназия „Тадеуш Рейтан“ във Варшава. През 1999 г. завършва философия във Варшавския университет. През 2005 г. получава докторска степен по хуманитарни науки в областта на литературознанието в Института за литературни изследвания на Полската академия на науките с дисертацията за творчеството на Михал Гловински и Джеймс Джойс.
В периода 1992 – 1997 г. журналист в чуждестранния отдел на националния всекидневник „Газета Въборча“. От 1997 г. е журналист, а от 2000 г. е главен редактор на еврейското списание „Мидраш“.
През 2005 и 2008 г. са издадени две негови монографии за романа „Одисей“ на Джеймс Джойс.
Първият му роман „Пансионът“ е издаден през 2009 г. Главният герой се връща след много години в познатия от детството му еврейски почивен дом в курортно селище недалеч от Варшава. Някога пълен с щастлив живот сега е обитаван от възрастни хора, оцелели от Холокоста. С това започва неговото „пътуване“ в миналото сред фрагменти от спомени, снимки с избледняващи надписи, разпадащи се изрезки от вестници, случайно изплували фрази, имена и събития, и идеологически спорове. Тъжно-ироничното повествование е философски разказ за завръщането и отпътуването, за белезите от травмите, за паметта и гласът на третото следвоенно поколение. Книгата получава наградата на списание „Политика“ и през 2012 г. получава наградата за литература на Европейския съюз.
През 2013 г. е издаден романът му Ptasie ulice („Птичи улици“).
През 2017 г. за превод на книгата Przypowieść o skrybie i inne opowiadania на Шмуел Йосеф Агнон получава наградата на кмета на Гданск.
Пьотър Пажински живее със семейството си във Варшава.

## Произведения

### Самостоятелни романи
- Pensjonat (2009) – награда за литература на Европейския съюз
Пансионът, изд.: ИК „Колибри“, София (2016), прев. Васил Велчев
- Ptasie ulice (2013)
- Rzeczywistość poprzecierana (2015)[6]

### Документалистика
- Labirynt i drzewo. Studia nad Ulissesem Jamesa Joyce’a (2005)
- Dublin z Ulissesem. Wraz ze słownikiem bohaterów Ulissesa (2008)